# Venarotta
Venarotta är en ort och kommun i provinsen Ascoli Piceno i regionen Marche i Italien. Kommunen hade 1 997 invånare (2018).